# Museo di storia di Marsiglia
Il Museo di storia di Marsiglia (in francese Musée d'Histoire de Marseille) è il museo storico e archeologico della città francese. È stato inaugurato nel 1983, il primo museo storico cittadino in Francia, per esporre i principali reperti archeologici scoperti quando il sito fu scavato nel 1967 per la riqualificazione commerciale e la costruzione del centro commerciale Centre Bourse. L'edificio museale, a cui si accede dall'interno del centro, si apre sul "Jardin des Vestiges", un giardino contenente i resti archeologici stabilizzati di bastioni classici, edifici portuali, una necropoli e così via.

## Punti salienti

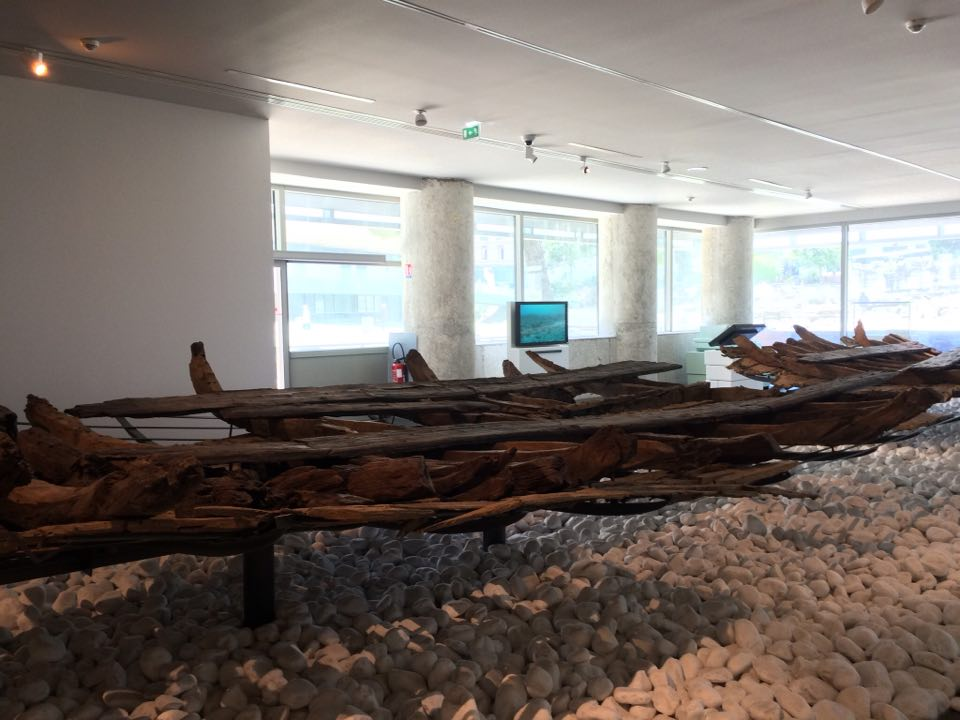
Relitto romano Jules-Verne 4. Il relitto è di una draga lunga 15 m

Il museo contiene mostre permanenti che espongono la storia di Marsiglia fino al XVIII secolo. I punti salienti sono:
- alcuni dei reperti provenienti dal sito stesso, tra cui, il più famoso, lo scafo di una nave del II secolo (ritenuto essere il meglio conservato di una nave di questo periodo nel mondo);
- la preistoria della regione intorno alla città, i Liguri e i Focesi, e lo sviluppo del porto di Massilia nel periodo greco antico e romano;
- cristianesimo primitivo (IV-VI secolo);
- botteghe di vasai medievali e la prima manifattura francese di maiolica (XIII secolo);
- la riqualificazione della città sotto Luigi XIV e la costruzione dei forti Saint-Jean e Saint-Nicolas);
- l'architettura e le opere edili dell'architetto, scultore e pittore Pierre Puget;
- la grande peste del 1720.

Sono previsti ulteriori lavori di costruzione che, una volta completati, renderanno possibili mostre permanenti sulla storia di Marsiglia nel XIX e XX secolo.
Il museo comprende anche una biblioteca, un centro di documentazione e una collezione di video.